# Escrúpol
L'escrúpol (del llatí, scrupulus, diminutiu de scrupus, “pedreta”) designa diverses unitats de mesura. L'escrúpol (en anglès apothecary scruple) era una unitat de mesura utilitzada en farmàcia per pesar ingredients dels medicaments. Al segle xviii, els antics apotecaris pesaven en lliures, unces, dracmes i escrúpols. La relació entre elles era la següent: una lliura pesava dotze unces, l'unça vuit dracmes, la dracma tres escrúpols, i l'escrúpol vint grans. A més a més, s'usaven l'òbol i el caràcter, que equivalien a dotze i quatre grans, respectivament. L'escrúpol podia tenir diferents valors a cada país: a Espanya i Portugal, un escrúpol equivalia a 24 grans (pesa 1,55517384 grams), mentre que en el sistema imperial anglès corresponia a 20 grans (1,2959782 grams). En astronomia, un escrúpol és el resultat de dividir en seixanta parts un grau de cercle.